# 桜城ちか
桜城 ちか（さくらぎ ちか）は日本の女性声優。主にアダルトゲームに声をあてている。

## 人物
小さい頃から二次元のキャラクターになりたくてコスプレをしていたが、「格好だけで声が違う」と思い、声までそのキャラになりたいと思って声優を志す。地元に声優関係の機関が無く、声優になるには東京へ出なければならなかったため、両親を説得するのが大変だった。
アダルトゲームのデビュー作は、2008年発売の『カラフルウィッシュ 〜12コのマジ★キュン!〜』の妖精・レイラ役。その演技がとても好評だったため、自分の中でも大切なキャラクターになっている。
“1作品につき1つは自分なりのネタを仕込む”というポリシーがあり、『純潔★女神さまっ!「種付けしてください、ダンナさまっ!」』のアスタロッテ役では、作中の鼻歌を歌うシーンで、胎教にいいと考え、その時自身がはまっていたクラシック曲を歌った（版権には引っかからない曲だったが、収録時には誰にも気付いてもらえなかったという）。

## 出演作品
太字は主役・メインキャラクター

### ゲーム

#### 2008年
- カラフルウィッシュ 〜12コのマジ★キュン!〜（レイラ、クラスメイトE） ※デビュー作[1]
- おあずけフェティッシュ!
- オトメクライシス（クミン）
- さかあがりハリケーン（菅原歩）
- 汁だく彼女（西山沙耶）[2]
- つよいもよわいも 強妹×弱妹（小野寺泉美）[3]
- 美脚性奴会長 亜衣「こ、この変態! 私のタイツになんてことを……!」（梅崎さくら）

#### 2009年
- 堕とし魔 〜処女攻略篇〜（宝生凜）[4]
- 学園妖精テトラスター（シャーリー・リリアン・クレメンタイツ）[5]
- 監禁肛姦 〜悲痛! 初めてがおしりの穴だなんて〜（福田佐緒里）[6]
- 催眠学級（平岸玉音）[7]
- プリンセス・プリンセス 姉妹姫 背徳の儀式（レティシア・アルフォンス・オリヴィア）[8]

#### 2010年
- 妹と幼馴染みの性奴指導 〜これ以上中に出すのはやめて!〜（佐川良子）
- 小悪魔リサ（桜井小羽音）[9]
- 熟処女 〜私、はじめてなんです〜（東海林香奈）
- 超光戦隊ジャスティスブレイド III 〜アルタード アポカリプス〜（ラシェット・ゴールドウェル（ジャスティス・クロノスゲイザー））[10]
- 秘書 沙織（御子神沙織）[11]
- 人妻 雪乃と… 〜妻がオンナに変わるとき〜（雪城雪乃）[12]
- まるめる 〜ソウシンシャは@未来〜（神崎律子）[13]
- 萌恋維新! アタシら、じぇいけー、新閃組!（帝胡桃）[14]
- りぼる・さもなー（オランジェット）[15]

#### 2011年
- A.G.II.D.C. 〜あるぴじ学園 2.0 サーカス史上最大の危機!?〜（木漏れ日に萌ゆる早起き花（マンドレイク）、世話焼きの優しき宮中侍女（パレスメイド））
- 学園BETRAYER 〜秘密の性体験〜（土方颯季）
- グリザイアの果実（キアラ・ファレル、伊吹春菜）
- さかあがりハリケーン Portable（菅原歩）
- 純潔★女神さまっ!「種付けしてください、ダンナさまっ!」（アスタロッテ）[16]
- 制服天使（HN「だんてんし」さん）
- 令嬢の秘蜜（杉原里緒）[17]
- 恋愛家庭教師ルルミ★Coordinate!（伏見カレン）[18]

#### 2012年
- グリザイアの迷宮（キアラ・ファレル）
- 超光戦隊ジャスティスブレイドZERO 〜大首領の敵は大首領〜（月島 風音）
- 宇宙刑事ステラバン（星海 カナタ）

#### 2013年
- 義妹だからできること、妹じゃないとダメなこと。（高藤ゆかり[19]）
- どらぺこ! 〜おねだりドラゴンとおっぱい勇者〜（ネーヴェ）[20]
- と～めいヘブン! ～透明人間になって美少女たちをもみまくりッ!!～（皆森青葉）[21]）
- 戦場のフォークロア ─亡国の騎士団─（クリスティーナ・ギグス）[22]
- 淫堕の姫騎士ジャンヌ2 〜美姫転生〜 2つの世界でオーガの仔種を注がれ続ける物語〜（エリーヌ・神居・フィリエール）
- 新妻特撮パトレイザー〜略奪天獄篇〜（姉崎しおり）
- グリザイアの楽園 -LE EDEN DE LA GRISAIA-（キアラ・ファレル、伊吹春菜）
- 魔法少女リィ -淫魔の試練場-（オリヴィア・ニーデルマイヤー）
- あやつり肉人形（古川満月）

#### 2014年
- 学園聖戦士セーラーナイト2〜正義のヒロイン完全悪堕ちマニュアル〜（水樹あおい）
- 痴漢優遇列車〜種付け無限ループ 永遠に止まらない学園都市環状線〜（野田茜）
- 凛戒学園（高峰凛）
- 神剣戦隊ブレイドレンジャー〜戦闘員の野望〜（蒼紫悠理）
- 戦場のフォークロア -亡国の騎士団- 追加シナリオ（イリア・テルフォード））[23]

#### 2015年
- 不条理世界の探偵令嬢 〜秘密のティータイムは花園で〜（水瀬 優香里）[24]
- 超・秘湯めぐり（古川 満月）
- イブニクル（オフィーリア）
- フェアリーテイル・レクイエム（黒の少女）[25]
- Love and Peace（新庄 莉緒奈）
- ランス03 リーザス陥落（使徒 サファイア）[26]
- フェアリーテイル・アンコール（ドロシー）

#### 2016年
- 過激系 欲しがり女子（爽香）
- エンコー JKビッチギャル オジサンとなまパコ性活（姫）
- フェアリーテイル・シンフォニー（黒の少女）
- X-Overd　～羅針盤の導き～（ミドリ）

#### 2017年
- 変態!! 穴マニア（十津川 芹那）
- お姉さんテクニック ～性教育と初体験～（菊池 舞）
- 催眠エステ☆イキ地獄（土岡 実理、十津川 芹那）

#### 2018年
- イマドキ女子 ～心は純情・溢れる淫靡香～（羽田 美智）
- アナスタシアと7人の姫女神 〜淫紋の烙印〜（フレイア）[27]
- 配信性奴 ～彼女が投稿される理由～（柳 桃子）

#### 2020年
- 敗北の淫獣ハンター・緋炎姫アスカ ～結界学園の罠～（西条 千早希）

#### 2022年
- 天瀬島は色恋ざかり（天瀬 和泉）

### オンラインゲーム
- 宝石姫 JEWEL PRINCESS（ローズ・クォーツ、ユーディアライト）